# Научна фантастика
Научната фантастика е подстил на фантастиката, като често се използва като синоним, но при научната фантастика централна роля играят технологиите и науката. Научната фантастика е спекулативен жанр, който често се занимава с теми около възможни последици от развитието на технологиите. Терминът научна фантастика е въведен през 1926 г.
При нея фантастичните елементи обикновено представляват научни или технически постижения, и действието най-често се развива някъде в бъдещето. Определящо за научната фантастика правило е, че научната фантастика никога не излиза от границите, поставени от науката. Всяка фантастика, противоречаща на науката при нейното написване, се определя като фентъзи или друг фантастичен жанр.

## Дефиниция
Трудно е да се даде точно определение за това какво е „научната фантастика“ поради множеството преплитащи се концепции и теми.
Според американския писател Айзък Азимов научната фантастика е тази част от литературата, занимаваща се с човешката реакция към промените в сферата на технологиите и науката.

## Видове фантастика
- Космическа фантастика – „най-класическата“ научна фантастика; дълго време е била синоним на научната фантастика изобщо. Събитията в нея се развиват като правило в бъдещето, извън Земята – в Космоса, на други планети, в паралелни вселени.
- Пътуване във времето – пътешествията с „машина на времето“ или с използване на други теории, обикновено описват възможните логически проблеми, до които могат да доведат.
- Военна фантастика – конфликти и бойни действия в бъдещето между или с участието на нации, извънземни, междузвездни бойни сили. Най-често от гледната точка на войник.
- Киберпънк – фантастичните елементи имат кибернетичен характер (изкуствени интелекти, електронни комуникации, биологично-кибернетични връзки…)
- Пост-киберпънк, нанопънк – фантастичните елементи са видове пост-кибернетични технологии, респективно нанотехнологии.
- Стиймпънк – фантастичните елементи представляват алтернативни пътища на развитие на науката и технологиите (усъвършенствани парни машини, Стирлингови двигатели, механични или класически електрически технологии).
- Апокалиптична и пост-апокалиптична фантастика – обрисува бъдещи развития на света по време на или след колосални бедствия, променили начина на живот на човечеството (или оцелелите от него).
- Утопия – произведения, които обрисуват бъдещето в позитивна светлина.
- Антиутопия (дистопия) – произведения, които обрисуват бъдещето в негативна светлина.
- Алтернативна история – произведения, които описват света, какъвто би изглеждал, ако историята се беше развила по друг начин.
- Квазиистория – произведения, които описват „скритите механизми“ зад реални исторически събития; най-често тези механизми имат фантастичен или неправдоподобен характер.

## История
Жанрът има корени още в древни времена, когато линията между митове и факти е неясна. Написаната през 2 век, Истинска история от Лукиан съдържа много от темите и тропите характерни за съвременната научна фантастика. Сред темите в нея са пътуване в други светове, извънземен живот, космически битки както и изкуствена форма на живот.